# Statuia Lupoaicei din Târgu Mureș

Lupa Capitolina din Târgu Mureș

Statuia Lupoaicei sau Monumentul Latinității se află în centrul municipiului Târgu Mureș, pe Strada Primăriei, în apropierea Pieței Trandafirilor. Lupa Capitolina este un monument al latinității amplasat în Roma, Italia. Pentru a omagia originea latină a poporului român, între 1906-1926 statul italian a făcut cadou României 4 copii ale celebrei Lupa Capitolina din Roma (București 1906, Cluj 1921, Chișinău 1921, Timișoara 1926). Statuia aflată în Târgu Mureș este o copie după statuia Lupoaicei din București (modelată de sculptorul Ion Schmidt Faur), dezvelită la 23 mai 1924.
Statuia este înscrisă pe lista monumentelor istorice din județul Mureș, elaborată de Ministerul Culturii și Patrimoniului Național din România în anul 2010 (codLMI | MS-III-m-A-16079).

## Istoric
După actul memorabil de la 1 decembrie 1918, administrația orașului ajunge după o lungă perioadă de timp în mâna unor primari români. După acest moment apar o serie de preocupări din partea edililor români de a reprezenta simbolurile, tradițiile și valorile românești și în orașul Târgu Mureș. Unul din cei care s-au ocupat în mod special de acest aspect a fost primarul Emil Dandea. Preocupările primarului în acest sens s-au concretizat în 3 statui, devenite în anii care au urmat simboluri ale orașului Târgu Mureș. Cele 3 statui sunt: Monumentul Ostașul Român (1924), Monumentul Latinității (1924), iar ulterior statuia ecvestră Avram Iancu.
Pentru realizarea Monumentului Latinității edilul Emil Dandea a apelat la sculptorul Ion Schmidt-Faur, autorul Monumentului Ostașului Român și a bustului lui Alexandru Papiu Ilarian amplasat în fața Colegiul Alexandru Papiu Ilarian din Târgu Mureș. Schimdt recurge la o copie a Monumentului Latinității de la București, proiectând totodată și un soclu somptuos pentru ca statuia să integreze în arhitectura pieței Palatului Primării (ulterior Palatul Prefecturii din Târgu Mureș). De executarea soclului s-a ocupat inginerul E. Metz. Statuia împreună cu soclul avea o dimensiune de 3,30 m, pe soclu fiind gravat următorul text: LATINITĂȚII - ORAȘUL TÎRGU-MUREȘ - 1924.

Copia originală din Târgu Mureş, în 1924

Dezvelirea monumentului a avut loc într-un cadru festiv în data de 10/23 mai 1924. La ceremonie au luat parte mai multe oficialități locale printre care și primarul Emil Dandea care a susținut și o alocuțiune. Fragment din această alocuțiune:
[Monumentul latinității] „simbolizează conștiința latinității noastre care a contribuit mult la conservarea, păstrarea conștiinței naționale a poporului român și, prin urmare, la realizarea idealului nostru milinar... Dacă poporul român a avut până la Marea Unire conștiința latinității sale, cu atât mai mult ne însuflețește astăzi trecutul nostru... Și cum în trecut simbolul lupoaicei alăptând pe Romolus și Remus ne îmbărbăta în suferințe, amintindu-ne dreptatea cauzei noastre și originea noastră nobilă, - acum tot amintindu-ne această origine și calitățile neamului - acest simbol de bronz al latinității nostre va fi în ochii fiecărui cetățean și simbolul puterii conștiente a neamului românesc, care a reintegrat Dacia, veche provincie a strămoșilor săi, o administrează cu generozitate, dreptate și totodată cu demnitate”. 
Statuia a rămas în fața Primăriei din Târgu Mureș până în septembrie 1940, dată la care copia a fost mutată în orașul Turda, pentru a supraviețui perioadei de ocupație ungurești. La cererea Inspectoratului Județean de Cultură Mureș statuia a fost restituită în anul 1991 municipiului Târgu Mureș. Dar, de la Turda, statuia a fost dusă mai întâi la Combinatul Chimic Târnăveni, unde i s-a făcut o cosmetizare necesară, după zeci de ani de amplasare într-un mediu poluat (ciment, praf etc.). La montarea ei pe soclul din fața Palatului Administrativ din Târgu Mureș la data de 30 noiembrie 1991 au ajutat și specialiști din Târnăveni (Victor Cristea, Virgil Zăhan ș.a.).